# Jagdberg (Netphen)

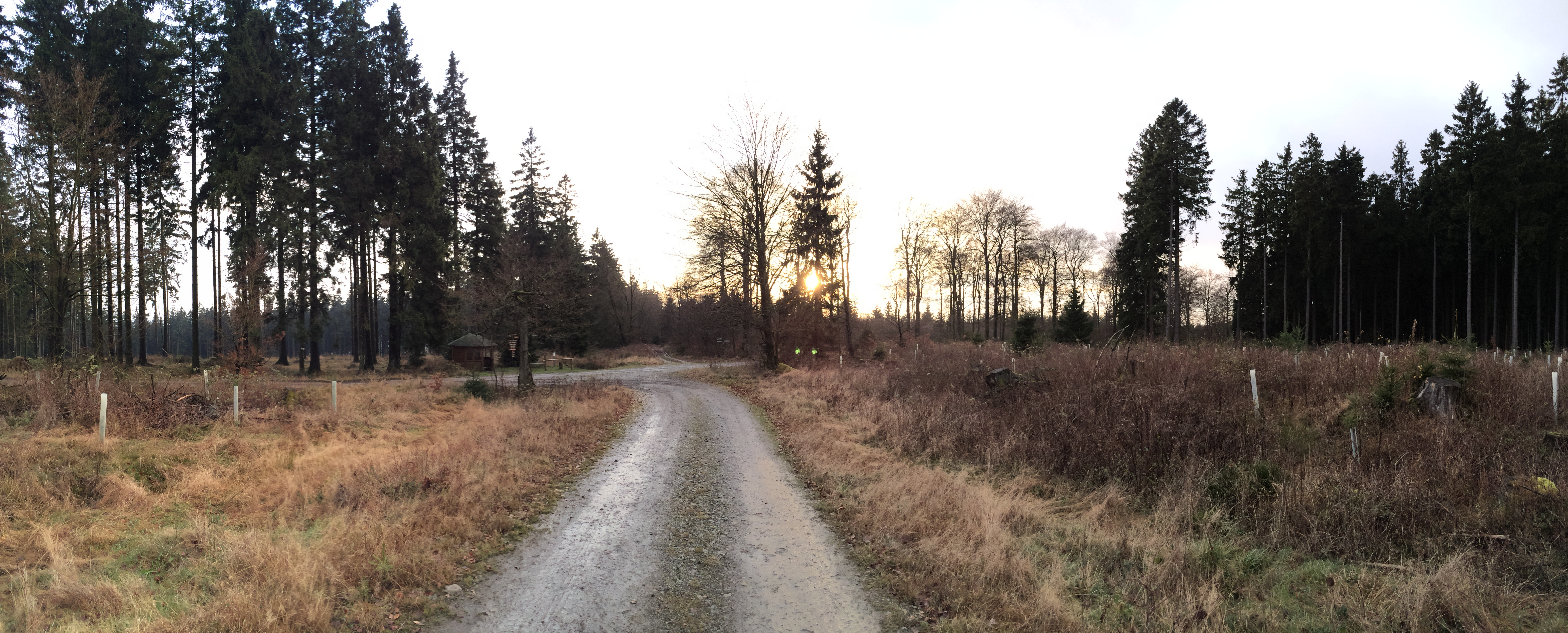
Waldwegkreuzung (250 m südwestlich vom Jagdberggipfel;
neben hoher Stelle) an Eisenstraße und Rothaarsteig

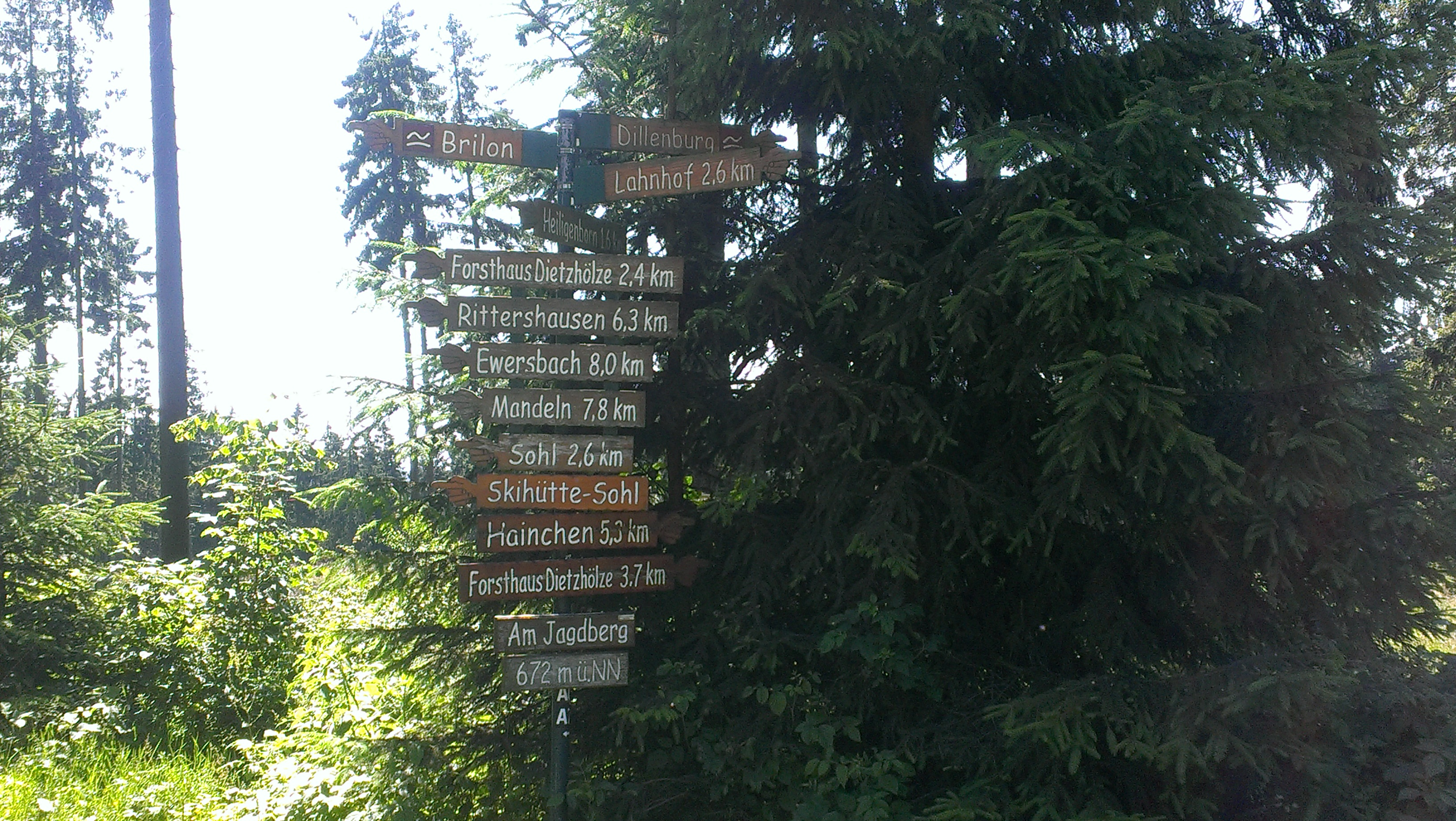
Wegweiser an Waldwegkreuzung südwestlich vom Jagdberggipfel und…

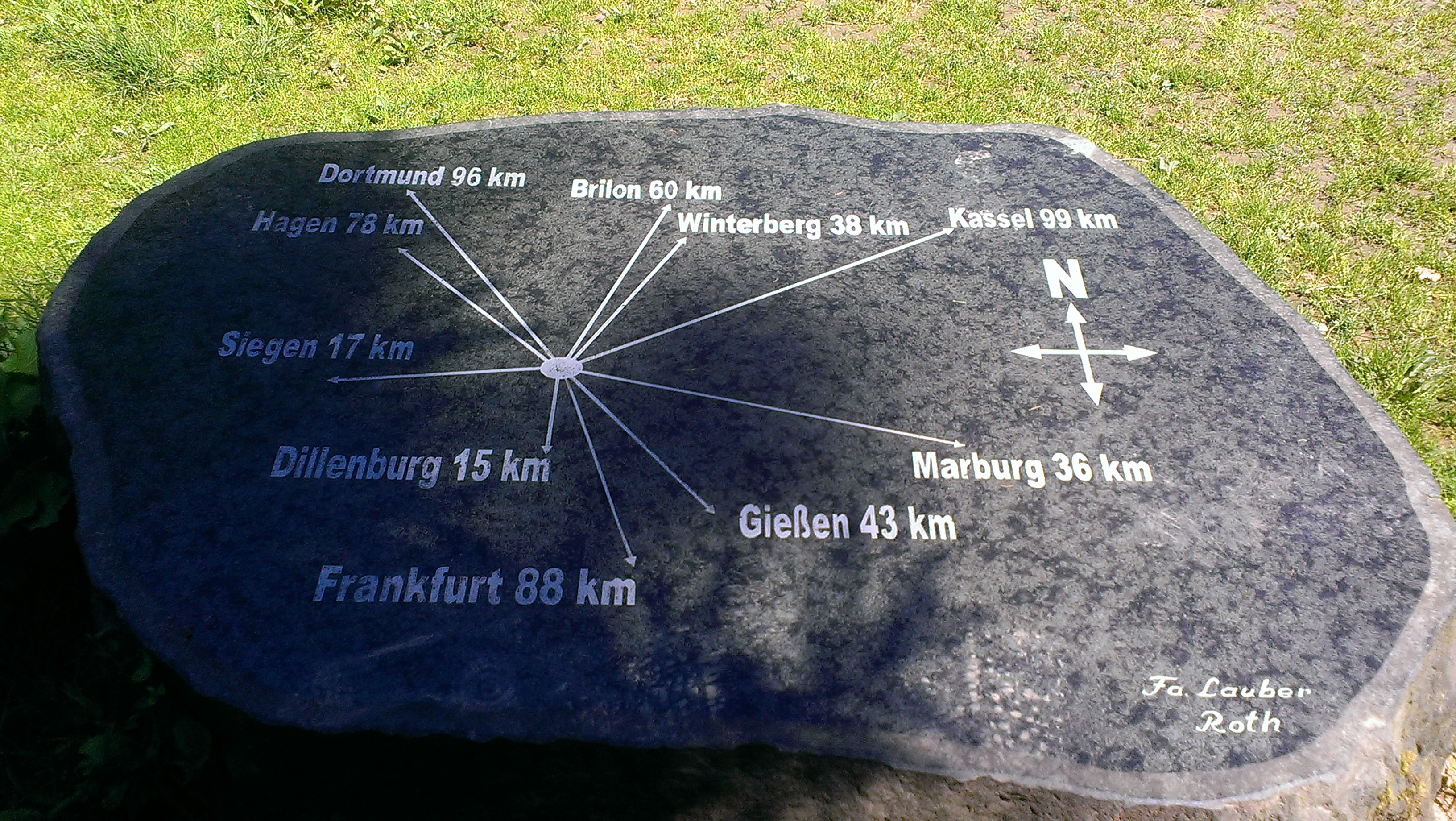
…dortige Steintafel mit Entfernungen zu einigen Städten Deutschlands

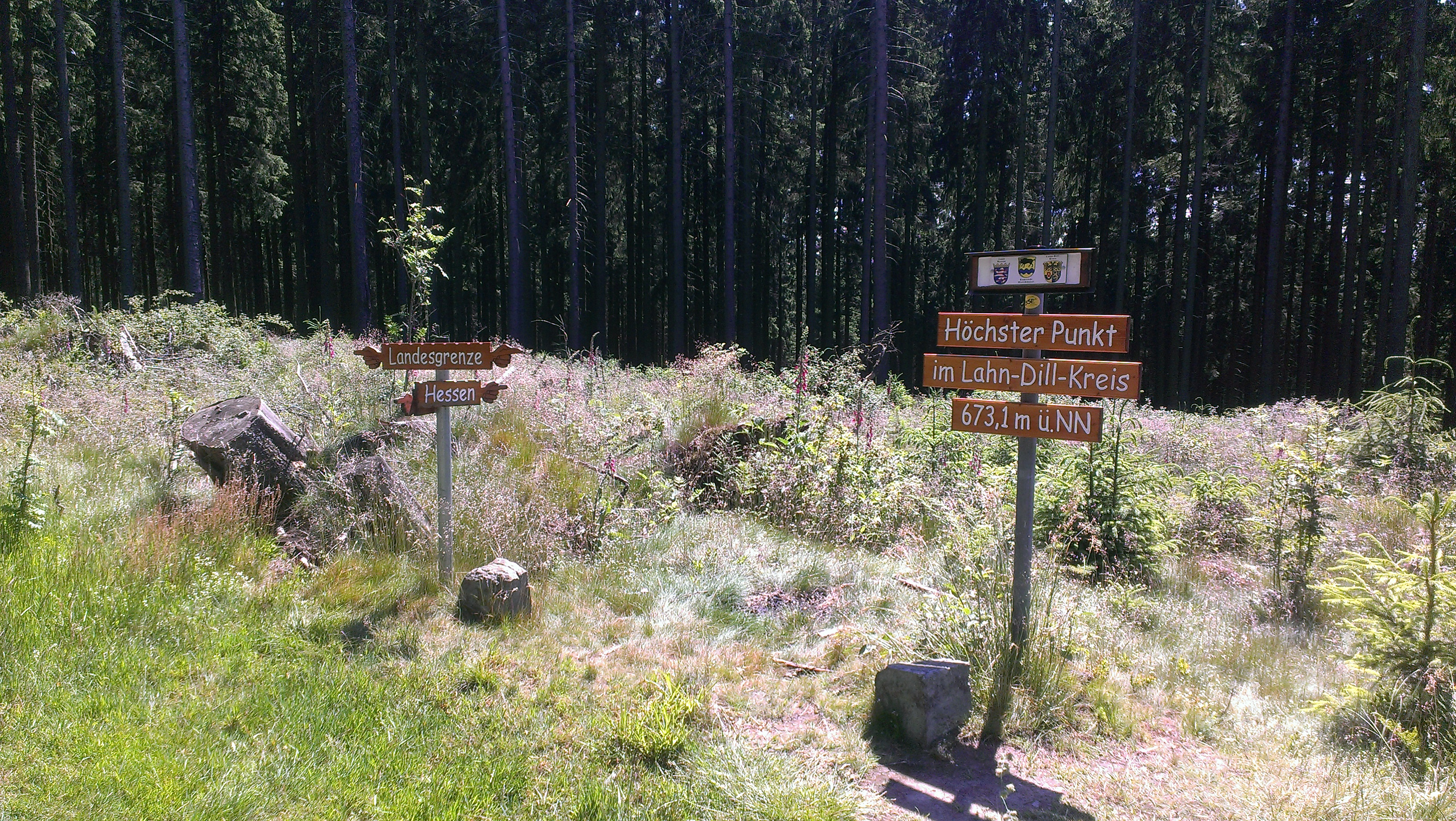
Höchster Punkt im Lahn-Dill-Kreis – ' an der Grenze von Nordrhein-Westfalen und Hessen

Der Jagdberg im Rothaargebirge ist ein 676,3 m ü. NHN hoher Nebengipfel des Berges Kompass (694,1 m). Er liegt im Stadtgebiet von Netphen im nordrhein-westfälischen Kreis Siegen-Wittgenstein; sein Südhang liegt im Gemeindegebiet von Dietzhölztal im hessischen Lahn-Dill-Kreis.
Neben der gleich hohen Obersten Henn ist der Jagdberg der höchste Berg im Stadtgebiet von Netphen und der höchste im Einzugsgebiet der Sieg. Auf dem gipfelnahen Südhang liegt der höchste Punkt des hessischen Lahn-Dill-Kreises (673,1 m ü. NN), der zugleich höchster von Dietzhölztal ist.

## Geographie

### Lage
Der Jagdberg erhebt sich jeweils im Süden von Rothaargebirge und Naturpark Sauerland-Rothaargebirge. Seine Gipfelregion gehört zur Gemarkung des Netphener Ortsteils Hainchen. 125 m südlich des Gipfels verläuft die Grenze zum in Mittelhessen benachbarten Lahn-Dill-Kreis mit dortigem Gemeindegebiet von Dietzhölztal. Der Gipfel liegt 2,4 km ostsüdöstlich des Nenkersdorfer Weilers Lahnhof, 5,2 km nordöstlich von Hainchen und 4,4 km nordöstlich von Werthenbach, die alle zu Netphen zählen, und etwa 800 m südsüdwestlich von Heiligenborn, das zu Bad Laasphe gehört. Der östliche Nachbar des Jagdbergs, mit dem er über eine Hochfläche verbunden ist, ist mit dem 1,2 km entfernten Berg Kompass die höchste Erhebung der Stadt Bad Laasphe.

### Naturräumliche Zuordnung
Der Jagdberggipfel und die nördlichen Teile des Bergs gehören in der naturräumlichen Haupteinheitengruppe Süderbergland (Nr. 33) in der Haupteinheit Rothaargebirge (mit Hochsauerland) (333) und in der Untereinheit Dill-Lahn-Eder-Quellgebiet (333.0) zum Naturraum Ederkopf-Lahnkopf-Rücken (333.01), seine südlichen Teile reichen in den Naturraum Kalteiche (mit Haincher Höhe) (333.00) und die westlichen in der Haupteinheit Siegerland (331) in die Untereinheit Siegerländer Rothaar-Vorhöhen (Siegquellbergland; 331.2).

### Eigenständigkeit
Der östliche Nachbar des Jagdbergs, der Berg Kompass, ist mit seinen 694,1 m Höhe 18,2 m höher. Man kann vom einen zum anderen Gipfel gelangen, ohne die 642,5-m-Höhenlinie zu unterschreiten. Demnach stellt der niedrigere Jagdberg, wenngleich sein Name bekannter ist, keine wirklich eigenständige Erhebung dar.

### Höhenlage
Etwa 250 m südwestlich vom Jagdberggipfel (675,9 m) liegt wenige Meter östlich eines auf topographischen Karten verzeichneten trigonometrischen Punkts auf 670,9 m eine Waldwegkreuzung – auf der Grenze von Nordrhein-Westfalen und Hessen. Dort trifft der Rothaarsteig auf die alte Eisenstraße. Neben der Südostecke der Kreuzung steht eine Schutzhütte des Heimat- und Verkehrsverein Dietzhölztal mit großem Wegweiser und Entfernungstafel. Etwa 140 m östlich der Hütte ist auf solchen Karten direkt nördlich der über den gipfelnahen Südhang des Jagdbergs führenden Landesgrenze, wo der Rothaarsteig und die Eisenstraße gemeinsam verlaufen, in Westfalen nördlich des Weges ein weiterer trigonometrischer Punkt auf 673,3 m Höhe verzeichnet. Dort steht unmittelbar südlich der Grenze in Mittelhessen ein Schild mit der Aufschrift Höchster Punkt im Lahn-Dill-Kreis – 673,1 m ü. NN. Außerdem liegt etwa 170 m nordöstlich des Berggipfels ein Waldwegabzweig auf 675,6 m Höhe.

### Wasserscheiden und Fließgewässer
Auf dem Jagdberg treffen die Lahn-Sieg- und die Lahn-Dill-Wasserscheide aufeinander. Etwa 1 km ostnordöstlich des Gipfels entspringt im Übergangsbereich zum Nachbarberg Kompass der Lahn-Zufluss Ilse, rund 450 m nordwestlich der kleine Ilse-Zufluss Langenbach; die Quelle der Lahn liegt 2,3 km westnordwestlich und jene des Banfe-Quellflusses Sohler Bach-Fischelbach knapp 2 km südöstlich. Dem gegenüber fließt das Wasser des rund 450 m südwestlich des Berggipfels entspringenden Geiersgrundbachs durch den Werthenbach zur Sieg, während die 2 km südwestlich quellende Dietzhölze in die Dill mündet.

### Gleichnamige nahe Berge
Etwa 6,7 km nordnordwestlich vom Netphener Jagdberg befindet sich im Stadtgebiet von Erndtebrück eine weitere Erhebung mit Namen Jagdberg (634,5 m). Zudem gibt es rund 3,4 km östlich einen zu Bad Laasphe gehörenden Bergsporn mit Namen Jagdberg (571,5 m).

## Schutzgebiete
Der Jagdberg liegt im Landschaftsschutzgebiet Gemeinde Netphen (CDDA-Nr. 321048), das 1987 gegründet wurde und 117,6 km² groß ist; östlich, in Richtung des Kompass, schließt sich das LSG Bad Laasphe (CDDA-Nr. 319747; 1988; 123,11 km²) an. Westlich des Berges breitet sich das Fauna-Flora-Habitat-Gebiet Rothaarkamm und Wiesentäler (FFH-Nr. 5015-301; 34,46 km²) und in den Tälern südlich vom Berg das FFH-Gebiet Dietzhölztal bei Rittershausen (FFH-Nr. 5115-303; 1,56 km²) aus. Südlich der Gipfelregion liegt das Vogelschutzgebiet Hauberge bei Haiger (VSG-Nr. 5115-401; 76,86 km²) und nördlich des Bergs das Naturschutzgebiet Oberes Lahntal und Laaspher Rothaarkam (CDDA-Nr. 378247; 2006; 1,73 km²).

## Wandern
Der Jagdberg, von dem sich trotz Bewaldung von manchen Stellen ein weiter Blick ins Siegerland bietet, ist durch den Rothaarsteig und den Montanhistorischen Wanderweg erschlossen. Etwas nördlich vorbei am Berg führt der Europäische Fernwanderweg E1. Südlich vorbei am Gipfel des bewaldeten Bergs führt die Eisenstraße des Rothaargebirges, die hiesig für den öffentlichen Kraftfahrverkehr gesperrt als Forst- und Wanderweg verläuft. Rothaarsteig und Eisenstraße teilen sich den Weg östlich der im Abschnitt Höhenlage erwähnten Waldwegkreuzung.